# Communauté rurale de Lour Escale
La communauté rurale de Lour Escale est une communauté rurale du Sénégal située à l'ouest du pays. 
Elle fait partie de l'arrondissement de Lour Escale, du département de Koungheul et de la région de Kaffrine.